# Przemysław Dominas
Przemysław Dominas (ur. w 1975 w Nowej Rudzie) – polski historyk, specjalizujący się w historii techniki, autor książek.

## Życiorys
Ukończył studia pedagogiczne w Instytucie Pedagogiki Uniwersytetu Wrocławskiego o specjalności edukacja regionalna. Pracę doktorską zatytułowaną: Powstanie i rozwój kolei na Ziemi Kłodzkiej w latach 1854–1914 ukończył w Instytucie Historii Uniwersytetu Opolskiego pod kierunkiem prof. Mikołaja Iwanowa. Stopień doktora habilitowanego nauk humanistycznych otrzymał w 2024 roku w Uniwersytecie Opolskim na podstawie rozprawy habilitacyjnej pt. Centralna Kolej Transandyjska Callao – Lima – La Oroya, dzieło polskiego inżyniera Ernesta Malinowskiego.
Jest autorem kilkudziesięciu publikacji naukowych, w tym kilkunastu monografii. W głównym nurcie badań Przemysława Dominasa pozostaje historia kolejnictwa oraz dzieje hydrotechniki. Wiodący obszar badawczy w zakresie dziejów kolejnictwa odnosi się do technologii budowy mostów i tuneli oraz architektury kolejowych obiektów kubaturowych. W przypadku wątków społecznych jest to administracja kolejowa i związek kolei z ruchem turystycznym. W obszarze hydrotechniki są to dzieje zapór wodnych oraz hydroelektrowni.

## Publikacje (wybór)
- Powstanie i rozwój kolei na Ziemi Kłodzkiej w latach 1854–1914, Nowa Ruda 2009
- Kolej Wałbrzych – Kłodzko, Łódź 2010, (wyd. 2) 2019
- Gustaw Eduard Baumgart. Kłodzki inspektor budowlany, "Zeszyty Muzeum Ziemi Kłodzkiej", nr 11/2011, s. 105–116
- Kolej w prowincjach poznańskiej i śląskiej – mechanizmy powstawania i funkcjonowania do 1914 roku, Łódź 2013
- Einfluss der Eisenbahnen auf die Entwicklung des Tourismus in Niederschlesien bis 1914, [w]: Jahrbuch des Bundesinstituts für Kultur und Geschichte der Deutschen im östlichen Europa 2013, s. 67–94
- Architektura Śląskiej Kolei Górskiej Görlitz/Węgliniec – Jelenia Góra – Wałbrzych, Łódź 2014
- Od kolei na Dolnym Śląsku po Koleje Dolnośląskie 2017 (z Tomaszem Przerwą)
- Mosty kolejowe na Śląsku do 1945 roku, Łódź 2019
- Tunele kolejowe w Polsce w obecnych granicach, wybudowane do 1945 roku, Łódź 2020
- Centralna Kolej Transandyjska Callao – Lima – La Oroya, dzieło polskiego inżyniera Ernesta Malinowskiego, Łódź 2023
- Zapory wodne w Sudetach do 1945 r., Łódź 2025

## Nagrody
Książka Centralna Kolej Transandyjska Callao – Lima – La Oroya, dzieło polskiego inżyniera Ernesta Malinowskiego otrzymała nagrody:
- Nagrodę Główną ACADEMIA przyznaną przez Rektora Politechniki Warszawskiej dla najlepszej publikacji akademickiej i naukowej w dziedzinie nauk technicznych i ścisłych w 2023 roku

- W konkursie TECHNICUS 2023 na najlepszą książkę techniczną oraz na najlepszy poradnik techniczny, Naczelna Organizacja Techniczna, Federacja Stowarzyszeń Naukowo Technicznych w Warszawie przyznała wyróżnienie w kategorii: Najlepsza książka szerząca wiedzę techniczną.
- Nagroda Naukowa im. Jana Jędrzejewicza dla najlepszej polskojęzycznej książki poświęconej historii nauki i techniki w 2023 r. Przyznawana przez Kapitułę, której członków powołują Komitet Historii Nauki i Techniki Polskiej Akademii Nauk oraz Komitet Kasy im. Józefa Mianowskiego – Fundacji Popierania Nauki, a także przedstawiciela Burmistrza Miasta Płońska.